# Hisato Igarashi
Hisato Igarashi (japanisch 五十嵐 久人 Igarashi Hisato; * 19. Februar 1951 in Präfektur Tochigi) ist ein ehemaliger japanischer Kunstturner.

## Karriere
Igarashi nahm 1976 an den Olympischen Spielen in Montreal teil und wurde mit der japanischen Mannschaft Olympiasieger im Mannschaftsmehrkampf. Im Einzelmehrkampf belegte er Rang 15. Seine beste Einzeldisziplin war das Reck, wo er in der Qualifikation den dritten Platz erreichte. Aufgrund der Regel, dass maximal zwei Turner pro Nation ins Finale einziehen durften, konnte er trotz seiner Platzierung nicht am Finale der besten Sechs teilnehmen, da beide Plätze vor ihm von japanischen Turnern belegt wurden.
Nach seiner aktiven Karriere war Igarashi als Professor an der Universität Niigata tätig.